# Lycorininae
Lycorininae  (лат.) — подсемейство наездников семейства Ichneumonidae. Распространены всесветно.

## Описание
Средние наездники, длина передних крыльев около 3—7 мм. Жвалы с двумя зубцами. Наличник отделён от лица канавкой. Паразиты гусениц бабочек (Lepidoptera).

## Классификация
Мировая фауна включает 1 род и около 35 видов, в Палеарктике — 1 род и около 6 видов. Фауна России включает 1 род и 2 вида наездников-ихневмонид этого подсемейства.
1 род, представленный в Европе одним видом.
- Род Lycorina Holmgren, 1859